# 川上眉山
川上眉山（1869年3月5日—1908年6月15日），出生于大日本帝国大阪，日本近代知名作家。

## 生平
川上眉山出生时，家庭已经被父亲欠了巨额债务。 他成长于日本明治维新晚期，社会矛盾日益突然，文学上处于浪漫主义向自然主义的过渡期，当时煊赫不已的自然主义席卷全国，浪漫主义从此一蹶不振，导致了他的作品卖不出去，造成了严重的经济问题。 1908年6月16日，他在自己的书房用剃刀切断颈动脉而死。

## 作品
《书记官》

《表里》

《观音岩》

## 评价
日本《国民新闻》发的讣告评价他：“以艳丽的笔触、清新的思想驰名文坛的小说家川上眉山氏于15日晨4时30分左右，在东京牛込区天神町67号寓所，自杀身亡。”
宫岛乔：“《自杀论》的作者在列举自杀‘社会性’因素时，对贫穷、经济危机（失业、破产等）、病苦等因素，几乎没有给予注意。” 
大原健士郎：“从社会学角度看，他经济拮据而不得不搬家，这些原因错综复杂，已经形成了他的自杀准备状态，使他下自杀决心的可以看做是因为他社会作用意识的丧失，……自杀的导火索就是搬家。”

### 日本链接
- 川上 眉山：作家別作品リスト （页面存档备份，存于）（青空文庫）